# Louis Aimé Augustin Le Prince
Louis Aimé Augustin Le Prince (Metz, 28 agosto 1841 – ... scomparso sul treno Digione-Parigi il 16 settembre 1890) è stato un inventore francese.
Viene considerato da molti storici come il vero padre del cinema, prima ancora degli inventori ufficiali, e cioè i francesi Fratelli Lumière e lo statunitense Thomas Alva Edison inventore del kinetoscopio.

## Biografia
Nato nella fortezza di Metz, Francia, da un maggiore della Legion d'Onore, crebbe studiando presso un amico del padre, tal Louis Jacques Mandé Daguerre, pioniere della fotocamera, la famosa dagherrotipia, antenata della fotografia.
La formazione tecnica di Le Prince continuò poi a Parigi, con una laurea in arte pittorica e un corso di chimica presso l'Università di Lipsia, che gli fornì una completa ed ottima conoscenza tecnica.
Erano gli anni del nascente cinema,
sette anni prima della proiezione ufficiale del cinema, ad opera delle invenzioni di Thomas Alva Edison, con la prima cinepresa a lente singola negli Stati Uniti, e dei Fratelli Lumière, con il primo proiettore a pellicola a lente singola per il grande pubblico, il 28 dicembre 1895, Le Prince riuscì a girare, in una sequenza di movimento, una scena di due secondi di gente a passeggio sulla Leeds Bridge Street, nella cittadina inglese di Leeds in West Yorkshire, e inoltre un'altra scena nel giardino di casa propria (Roundhay Garden Scene).
Le Prince depositò un brevetto statunitense per il nuovo dispositivo cinepresa-proiettore a 16 lenti su di una pellicola da 60 mm.
Ma fu Thomas Alva Edison a batterlo sul tempo, depositando, qualche anno dopo, il brevetto per lo stesso dispositivo, ma a lente singola.
Anche Le Prince usò la lente singola, per eseguire delle riprese presso la fabbrica e la casa inglese del suo amico e finanziatore Roundhay Whitley, prima ad Hunslet e quindi a Leeds.
Tuttavia non depositò il brevetto, né eseguì le sue proiezioni ad un grande pubblico.
Dovette attendere il 1890 per organizzare la prima proiezione al grande pubblico, attesa negli Stati Uniti presso il Jumel Mansion di New York. Il 16 settembre di quell'anno, tuttavia, Le Prince scomparve misteriosamente dal treno Digione-Parigi.
Il suo corpo e i bagagli non arrivarono mai a destinazione.
Un secolo dopo la scomparsa, spuntò da un archivio di polizia dell'epoca la foto di un cadavere rinvenuto in un fiume: fu ritenuto essere il corpo di Le Prince.
Nel 2015 è uscito The First Film, documentario biografico diretto da David Wilkinson dove si racconta anche la genesi del filmato Roundhay Garden Scene.

## Filmografia
- Man Walking Around a Corner (1887)
- Roundhay Garden Scene (1888)
- Traffic Crossing Leeds Bridge (1888)
- Accordion Player (1888)